# Partecipanti al Giro di Svizzera 2008
Elenco dei partecipanti al Giro di Svizzera 2008.
Alla partenza si sono presentate le diciotto squadre componenti il circuito UCI ProTour, più due squadre invitate come wildcard (BMC Racing Team e Vorarlberg-Corratec). I corridori al via sono stati 160, dei quali 130 sono arrivati fino al traguardo, mentre i ritirati sono stati 30.

## Corridori per squadra
Nota: R ritirato, NP non partito.
| Caisse d'Epargne            | Caisse d'Epargne            | Caisse d'Epargne            | AG2R La Mondiale   | AG2R La Mondiale    | AG2R La Mondiale   | Saunier Duval-Prodir | Saunier Duval-Prodir  | Saunier Duval-Prodir |
| --------------------------- | --------------------------- | --------------------------- | ------------------ | ------------------- | ------------------ | -------------------- | --------------------- | -------------------- |
| 1                           | Francisco Pérez             | 70º                         | 71                 | Martin Elmiger      | 52º                | 141                  | Rubens Bertogliati    | 26º                  |
| 2                           | José Iván Gutiérrez         | 22º                         | 72                 | Sylvain Calzati     | R 7ª               | 142                  | David Cañada          | NP 2ª                |
| 3                           | Mathieu Perget              | 42º                         | 73                 | Philip Deignan      | 44º                | 143                  | Jesús del Nero Montes | 19º                  |
| 4                           | Pablo Lastras               | 58º                         | 74                 | Renaud Dion         | 46º                | 144                  | Eros Capecchi         | NP 4ª                |
| 5                           | José Joaquín Rojas          | 56º                         | 75                 | Tanel Kangert       | 14º                | 145                  | Raúl Alarcón García   | 126º                 |
| 6                           | José Rujano                 | 59º                         | 76                 | Lloyd Mondory       | 109º               | 146                  | Ángel Gómez           | 38º                  |
| 7                           | Xabier Zandio               | 69º                         | 77                 | Blaise Sonnery      | 64º                | 147                  | Hector González       | 110º                 |
| 8                           | Daniel Moreno               | 13º                         | 78                 | Aljaksandr Usaŭ     | 100º               | 148                  | Beñat Intxausti       | NP 4ª                |
| Liquigas                    | Liquigas                    | Liquigas                    | Quick Step         | Quick Step          | Quick Step         | Bouygues Télécom     | Bouygues Télécom      | Bouygues Télécom     |
| 11                          | Michael Albasini            | 12º                         | 81                 | Steven de Jongh     | 118º               | 151                  | Julien Belgy          | 113º                 |
| 12                          | Claudio Corioni             | 106º                        | 82                 | Stijn Devolder      | 18º                | 152                  | Olivier Bonnaire      | 84º                  |
| 13                          | Murilo Fischer              | 63º                         | 83                 | Sébastien Rosseler  | 128º               | 153                  | Xavier Florencio      | 24º                  |
| 14                          | Enrico Franzoi              | 85º                         | 84                 | Leonardo Scarselli  | 101º               | 154                  | Anthony Geslin        | 91º                  |
| 15                          | Roman Kreuziger             | 1º                          | 85                 | Gert Steegmans      | 117º               | 155                  | Vincent Jérôme        | 35º                  |
| 16                          | Filippo Pozzato             | 99º                         | 86                 | Matteo Tosatto      | 89º                | 156                  | Jérôme Pineau         | 37º                  |
| 17                          | Ivan Santaromita            | 80º                         | 87                 | Giovanni Visconti   | NP 7ª              | 157                  | Matthieu Sprick       | R 6ª                 |
| 18                          | Alessandro Vanotti          | 102º                        | 88                 | Hubert Schwab       | 68º                | 158                  | Johann Tschopp        | 43º                  |
| Crédit Agricole             | Crédit Agricole             | Crédit Agricole             | Astana Team        | Astana Team         | Astana Team        | Euskaltel-Euskadi    | Euskaltel-Euskadi     | Euskaltel-Euskadi    |
| 21                          | László Bodrogi              | 47º                         | 91                 | Maksim Iglinskij    | 45º                | 161                  | Igor Antón            | 3º                   |
| 22                          | Aleksandr Bočarov           | 17º                         | 92                 | Sergej Ivanov       | 11º                | 162                  | Jorge Azanza          | 61º                  |
| 23                          | Pietro Caucchioli           | 15º                         | 93                 | Andreas Klöden      | 2º                 | 163                  | Aitor Hernández       | 129º                 |
| 24                          | Sébastien Hinault           | 78º                         | 94                 | Andrej Mizurov      | NP 4ª              | 164                  | Andoni Lafuente       | 130º                 |
| 25                          | Gabriel Rasch               | 71º                         | 95                 | Steve Morabito      | 23º                | 165                  | Gorka Verdugo         | 53º                  |
| 26                          | Mark Renshaw                | 123º                        | 96                 | Dmitrij Murav'ëv    | 39º                | 166                  | Koldo Fernández       | R 5ª                 |
| 27                          | Éric Berthou                | 25º                         | 97                 | Grégory Rast        | R 9ª               | 167                  | Iñigo Landaluze       | 92º                  |
| 28                          | Yannick Talabardon          | 27º                         | 98                 | Sergej Jakovlev     | NP 3ª              | 168                  | Dionisio Galparsoro   | 114º                 |
| Silence-Lotto               | Silence-Lotto               | Silence-Lotto               | Rabobank           | Rabobank            | Rabobank           | Team High Road       | Team High Road        | Team High Road       |
| 31                          | Jürgen Roelandts            | 74º                         | 101                | Óscar Freire        | NP 9ª              | 171                  | Edvald Boasson Hagen  | R 9ª                 |
| 32                          | Pieter Jacobs               | 55º                         | 102                | Thomas Dekker       | NP 8ª              | 172                  | Marcus Burghardt      | 107º                 |
| 33                          | Leif Hoste                  | 88º                         | 103                | Theo Eltink         | 76º                | 173                  | Gerald Ciolek         | 121º                 |
| 34                          | Robbie McEwen               | NP 8ª                       | 104                | Dmitrij Kozončuk    | NP 4ª              | 174                  | Kim Kirchen           | 7º                   |
| 35                          | Maarten Tjallingii          | 40º                         | 105                | Sebastian Langeveld | R 5ª               | 175                  | Thomas Löfkvist       | 5º                   |
| 36                          | Johan Vansummeren           | 33º                         | 106                | Marc de Maar        | 75º                | 176                  | Morris Possoni        | 95º                  |
| 37                          | Greg Van Avermaet           | 54º                         | 107                | Bram Tankink        | 62º                | 177                  | Vicente Reynés        | 125º                 |
| 38                          | Wim Vansevenant             | 124º                        | 108                | Laurens ten Dam     | 10º                | 178                  | Marcel Sieberg        | R 5ª                 |
| Cofidis, le credit en ligne | Cofidis, le credit en ligne | Cofidis, le credit en ligne | Française des Jeux | Française des Jeux  | Française des Jeux | BMC Racing Team      | BMC Racing Team       | BMC Racing Team      |
| 41                          | Alexandre Blain             | R 2ª                        | 111                | Frédéric Guesdon    | 72º                | 181                  | Alexandre Moos        | 16º                  |
| 42                          | Hervé Duclos-Lassalle       | 105º                        | 112                | Philippe Gilbert    | 28º                | 182                  | Danilo Wyss           | 81º                  |
| 43                          | Leonardo Duque              | 49º                         | 113                | Christophe Mengin   | 103º               | 183                  | Martin Kohler         | 97º                  |
| 44                          | Sébastien Portal            | 83º                         | 114                | Gianni Meersman     | R 5ª               | 184                  | Steve Bovay           | 66º                  |
| 45                          | Frank Høj                   | 127º                        | 115                | Francis Mourey      | 31º                | 185                  | Jeff Louder           | 73º                  |
| 46                          | Sylvain Chavanel            | NP 8ª                       | 116                | Anthony Roux        | 112º               | 186                  | Jonathan Garcia       | R 5ª                 |
| 47                          | Staf Scheirlinckx           | 32º                         | 117                | Mickaël Delage      | 90º                | 187                  | Darren Lill           | 82º                  |
| 48                          | Steve Zampieri              | 48º                         | 118                | Benoît Vaugrenard   | 65º                | 188                  | Antonio Cruz          | R 5ª                 |
| Team Milram                 | Team Milram                 | Team Milram                 | Team CSC           | Team CSC            | Team CSC           | Team Volksbank       | Team Volksbank        | Team Volksbank       |
| 51                          | Erik Zabel                  | 57º                         | 121                | Volodymyr Hustov    | 20º                | 191                  | Andreas Dietziker     | 34º                  |
| 52                          | Ralf Grabsch                | 86º                         | 122                | Fränk Schleck       | R 9ª               | 192                  | Andre Korff           | 116º                 |
| 53                          | Matej Jurco                 | R 5ª                        | 123                | Stuart O'Grady      | 87º                | 193                  | Harald Morscher       | 111º                 |
| 54                          | Christian Knees             | 9º                          | 124                | Fabian Cancellara   | 79º                | 194                  | Daniel Musiol         | 98º                  |
| 55                          | Martin Müller               | 108º                        | 125                | Jens Voigt          | 30º                | 195                  | Olaf Pollack          | R 5ª                 |
| 56                          | Enrico Poitschke            | R 5ª                        | 126                | Bobby Julich        | 50º                | 196                  | Elias Schmäh          | 51º                  |
| 57                          | Niki Terpstra               | 122º                        | 127                | Kurt Asle Arvesen   | 104º               | 197                  | Florian Stalder       | 21º                  |
| 58                          | Marco Velo                  | NP 6ª                       | 128                | Andy Schleck        | 6º                 | 198                  | René Weissinger       | 96º                  |
| Lampre                      | Lampre                      | Lampre                      | Team Gerolsteiner  | Team Gerolsteiner   | Team Gerolsteiner  |                      |                       |                      |
| 61                          | Damiano Cunego              | 4º                          | 131                | Robert Förster      | 119º               |                      |                       |                      |
| 62                          | Alessandro Ballan           | 94º                         | 132                | Markus Fothen       | 8º                 |                      |                       |                      |
| 63                          | Matteo Bono                 | 115º                        | 133                | Mathias Frank       | 36º                |                      |                       |                      |
| 64                          | David Loosli                | 60º                         | 134                | Ronny Scholz        | 67º                |                      |                       |                      |
| 65                          | Marco Marzano               | 77º                         | 135                | Stephan Schreck     | 93º                |                      |                       |                      |
| 66                          | Danilo Napolitano           | NP 8ª                       | 136                | Stefan Schumacher   | NP 8ª              |                      |                       |                      |
| 67                          | Massimiliano Mori           | 120º                        | 137                | Oliver Zaugg        | NP 8ª              |                      |                       |                      |
| 68                          | Paolo Tiralongo             | 29º                         | 138                | Markus Zberg        | 41º                |                      |                       |                      |